# Arnulf III. Flanderský
Arnulf III. Flanderský známý též jako Anulf Nešťastný (nizozemsky Arnulf III van Vlaanderen, francouzsky Arnoul le Malheureux, německy Arnulf der Unglückliche; asi 1055 – 22. února 1071) byl hrabětem flanderským a henegavským v letech 1070–1171. Byl nejstarším synem flanderského hraběte Balduina VI. a jeho manželky Richildy.

## Život
Po smrti svého otce Balduina VI. v roce 1070 se stal jeho nástupcem, ale jeho strýc Robert jeho nástupnictví neuznal a proti Arnulfovi vystoupil. Vdova po Balduinovi VI. a Arnulfova matka Richilda za této situace nabídla svou ruku truksasovi Viléma Dobyvatele Vilémovi fitzOsbernovi a o pomoc požádala i francouzského krále Filipa, kterému za pomoc přislíbila opatství Corbie v Pikardii. V roce 1071 zvítězil Robert v bitvě u Casselu, ve které padli Arnulf III. a Vilém fitzOsbern a Richilda byla zajata. Flanderským hrabětem se stal Robert I. a henegavským hrabětem Arnulfův mladší bratr Balduin.